# Stephan Sarek

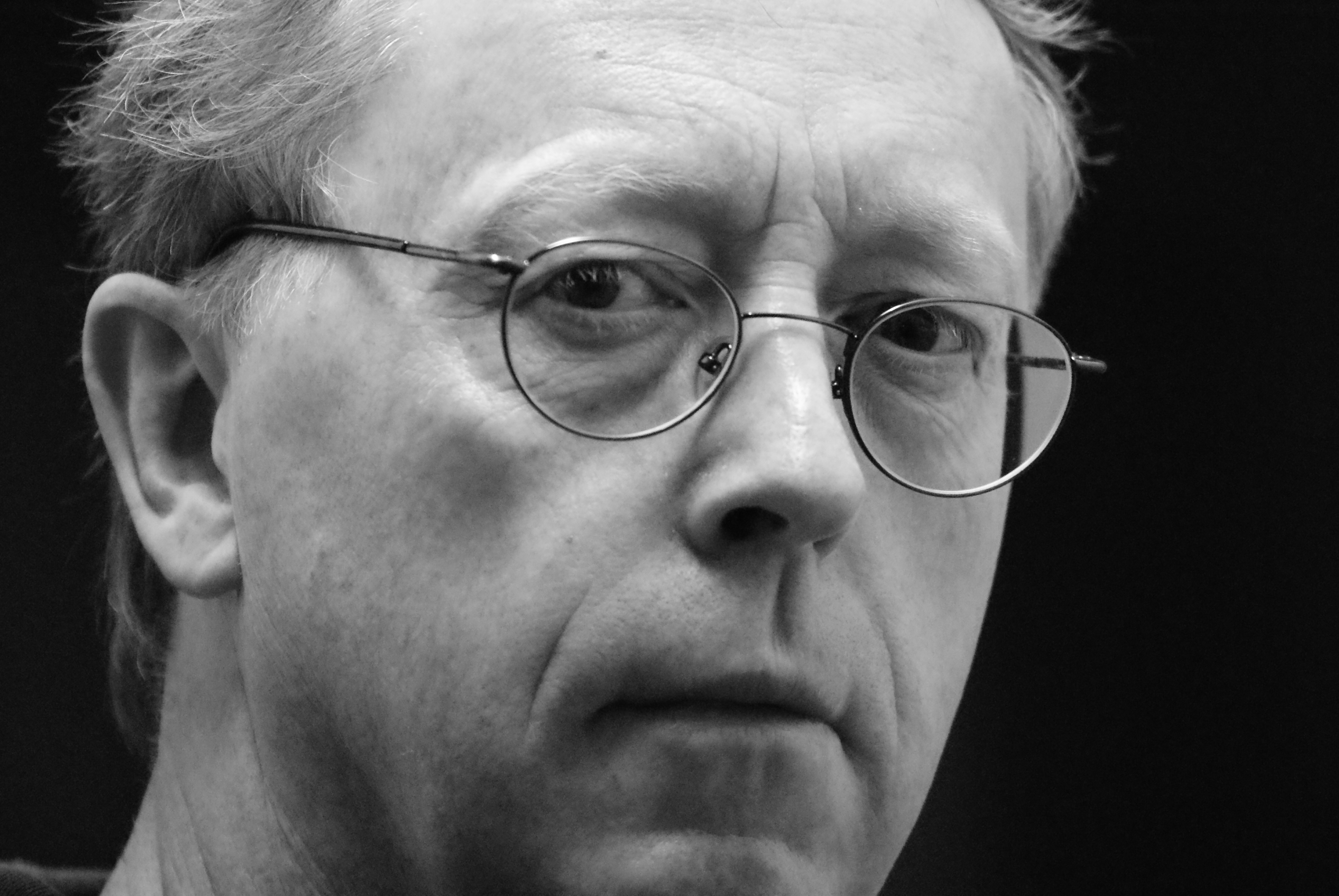
Stephan Sarek (2009)

Stephan Sarek (* 18. September 1957 in Berlin) ist ein deutscher Schriftsteller und pensionierter Feuerwehrmann.

## Leben
Nach seiner kaufmännischen Lehre arbeitete Stephan Sarek als Landschaftsgärtner, Sanitäter, Seefunker und Komparse in Filmen und Fernsehserien. Er wohnt in Berlin und war hauptberuflich als Beamter bei der Berliner Feuerwehr tätig. Er hat zwei Kinder.
Sarek ist Autor von Romanen und Erzählungen, von denen einige auch in Hörbuchanthologien veröffentlicht wurden. 2011 erreichte er beim Literaturwettbewerb Holzhäuser Heckethaler einen geteilten dritten Preis in der Altersgruppe ab 50 Jahren.

## Werke
- Können Pinguine fliegen? / Erzählungen
- Das Truthuhnparadies / Roman
- Der Mumiengarten / Roman
- Das Hanfkraftwerk. dtv, München 2003, ISBN 3-423-20551-2.
- Seemannsgarn / Erzählungen
- African Tango / Roman
- Selmas Schweigen / Erzählungen
- Aldikalypse Now / Erzählungen
- Was versteht Horst schon von Lyrik / Erzählungen

## Belege
1. ↑  Stadt Immenhausen - Holzhäuser Heckethaler - Der Nordhessische Literaturpreis 2022. Abgerufen am 8. Dezember 2022.

| Personendaten    | Personendaten            |
| ---------------- | ------------------------ |
| NAME             | Sarek, Stephan           |
| KURZBESCHREIBUNG | deutscher Schriftsteller |
| GEBURTSDATUM     | 18. September 1957       |
| GEBURTSORT       | Berlin                   |